# Mikroregion Conselheiro Lafaiete

Mikroregion Conselheiro Lafaiete

Mikroregion Conselheiro Lafaiete – mikroregion w brazylijskim stanie Minas Gerais należący do mezoregionu Metropolitana de Belo Horizonte.

## Gminy
- Casa Grande
- Catas Altas da Noruega
- Congonhas
- Conselheiro Lafaiete
- Cristiano Otoni
- Desterro de Entre Rios
- Entre Rios de Minas
- Itaverava
- Ouro Branco
- Queluzito
- Santana dos Montes
- São Brás do Suaçuí